# Loose Ends
| Recensione | Giudizio |
| ---------- | -------- |
| AllMusic   | [ 1 ]    |

Loose Ends è il settimo album di studio postumo di Jimi Hendrix, pubblicato in Gran Bretagna nel febbraio 1974.

## Il disco
Il disco è il quarto e ultimo album di studio postumo pubblicato dal manager di Hendrix Michael Jeffery dopo la morte del chitarrista. L'album è costituito da una raccolta di outtakes e jam session, con l'eccezione di The Stars That Play with Laughing Sam's Dice che è la sola traccia autorizzata da Hendrix stesso e pubblicata in vita da lui come lato B del singolo Burning of the Midnight Lamp nel 1967 (su questo LP è presente la versione stereo). Il disco venne prodotto, missato e compilato dal produttore John Jansen con l'aiuto dei tecnici Eddie Kramer, Dave Palmer, Kim King, Gary Kellgren, Jack Adams, Tom Flye, e Jim Robinson. Il disco venne assemblato pescando tra la moltitudine di scarti di studio, brani incompleti o appena abbozzati che Hendrix aveva lasciato dietro di sé. John Jansen non volle che venisse inserito il suo vero nome tra i crediti del disco e utilizzò lo pseudonimo "Alex Trevor" per la lavorazione dello stesso. La Warner Bros. (all'epoca etichetta discografica di Jimi Hendrix), si rifiutò di pubblicare l'album negli Stati Uniti e nel Canada a causa della troppo evidente manomissione delle registrazioni originarie. A proposito dell'ideazione dell'album, ritenuto una mera speculazione commerciale dalla maggior parte della critica, Jansen disse:
Le versioni inglese, francese e giapponese del disco hanno tutte una copertina diversa.
Nel 1983, l'album venne anche ristampato, con una grafica totalmente differente, con il titolo The Jimi Hendrix Album su LP e cassette (Contour Records, UK).
La versione CD di Loose Ends è ormai fuori catalogo da diversi anni e non più disponibile nei normali canali distributivi.

## Tracce
Tutti i brani sono opera di Jimi Hendrix, eccetto dove indicato.
Lato 1
1. Come Down Hard on Me Baby - 2:59
2. Blue Suede Shoes (Carl Perkins) - 3:58
3. Jam 292 - 3:49
4. The Stars That Play with Laughing Sam's Dice - 4:20
5. Drifter's Escape (Bob Dylan) - 3:02

Lato 2
1. Burning Desire - 9:30
2. I'm Your Hoochie Coochie Man (Willie Dixon) - 5:59
3. Have You Ever Been (To Electric Ladyland) - 1:32

## Crediti
- Jimi Hendrix: chitarre, voce
- Billy Cox: basso, coro sulla traccia 6
- Mitch Mitchell: batteria sulle tracce 1, 3, 4 e 5
- Buddy Miles: batteria sulle tracce 2, 6, 7 e 8 (successivamente cancellata sulla traccia 8), coro sulle tracce 6 e 7
- Sharon Layne: pianoforte sulla traccia 3
- Noel Redding: basso sulla traccia 4

## Dettagli di registrazione
- Traccia 1 registrata agli Electric Lady Studios a New York City, New York il 15 luglio 1970
- Traccia 2 registrata ai Record Plant Studios a New York City, New York, il 23 gennaio 1970
- Traccia 3 registrata ai Record Plant Studios il 14 maggio 1969
- Traccia 4 registrata ai Mayfair Studios, New York City, New York il 18 e 29 luglio 1967
- Traccia 5 registrata agli Electric Lady Studios il 17 giugno 1970
- Tracce 6 e 7 registrate ai Record Plant Studios tra il 15 dicembre 1969 e il 23 gennaio 1970
- Traccia 8 registrata ai Record Plant Studios il 14 giugno 1968